# Río Urubamba (Río Cachi)
Der Río Urubamba ist ein 72 km (einschließlich Quellflüssen: 122 km) langer linker Nebenfluss des Río Cachi in den Provinzen Angaraes und Acobamba im Andenhochland im Südwesten von Zentral-Peru. Der Fluss heißt auf seinem oberen Flussabschnitt auch Río Lircay.

## Flusslauf
Der Río Urubamba entsteht am Zusammenfluss von Río Opamayo und Río Sicra am Nordrand der Stadt Lircay in der Provinz Angaraes. Er fließt anfangs 20 km in Richtung Nordnordost. Bei Flusskilometer 62 befindet sich die Ortschaft Anchonga oberhalb des linken Flussufers. Ab Flusskilometer 60 bildet der Río Urubamba die Grenze zwischen den Provinzen Acobamba (am Linksufer) und Angaraes (am Rechtsufer). Bei Flusskilometer 50 treffen die beiden Flüsse Río Huayanay und Río Huancapara von links auf den Río Urubamba. Dieser wendet sich auf den folgenden 30 Kilometern in Richtung Ostsüdost. Der Río Huarancayoc trifft von Süden kommend auf den Río Urubamba. Dieser wendet sich anschließend in Richtung Ostnordost. Schließlich trifft er auf den nach Norden strömenden Río Cachi, 7 km oberhalb dessen Mündung in den Río Mantaro.

## Einzugsgebiet
Der Río Urubamba entwässert ein Areal von etwa 3100 km². Das Gebiet erstreckt sich über das Andenhochland im Osten der Region Huancavelica. Es reicht im Westen bis zur kontinentalen Wasserscheide in der Cordillera de Chonta, einem Gebirgszug der peruanischen Westkordillere. Im Nordwesten grenzt das Einzugsgebiet an das des Río Ichu, im Westen an das des Río Pisco sowie im Süden an das des Río Pampas.

## Quellflüsse
Der Río Opamayo ist der 50 km lange linke Quellfluss des Río Urubamba. Im Oberlauf heißt der Fluss Río Pallccapampa und Río Huachocolpa. Er entspringt im Südwesten des Distrikts Huachocolpa in der Provinz Huancavelica. Sein Quellgebiet  liegt in der Cordillera de Chonta an der Südostflanke des etwa 5100 m hohen Yahuarcocha (Yawarqucha). Der Fluss verläuft anfangs 20 km nach Norden. Er passiert dabei die Ortschaften Pallccapampa und Corralpampa. Bei Flusskilometer 31 passiert er das Verwaltungszentrum Huachocolpa und wendet sich anschließend knapp 10 Kilometer in Richtung Nordnordost. Auf seiner restlichen Fließstrecke verläuft der Río Opamayo in östlicher Richtung. An seinem Unterlauf liegen die Orte Yanaututo, Palcas und Tucsipampa. Das Einzugsgebiet umfasst etwa 960 km².
Der Río Sicra ist der 50 km lange rechte Quellfluss des Río Urubamba. Er entspringt im Norden des Distrikt Pilpichaca in der Provinz Huaytará. Er hat sein Quellgebiet  an der Südflanke des 5158 m hohen Cerro Riquillacasa. Im Oberlauf heißt der Fluss auch Río Pumarangra und Río Condorpacha. Der Río Sicra fließt anfangs etwa 10 km nach Südosten und wendet sich im Anschluss 25 km in Richtung Ostnordost. Danach fließt er etwa 10 km in Richtung Nordnordost. Er passiert dabei die Ortschaft Chauarma und nimmt die Flüsse Río Chauarma und Río Cocanmayo von rechts auf. Im Unterlauf wendet sich der Río Sicra anfangs nach Westen und schließlich nach Norden. Auf seinen letzten 2,5 Kilometern durchquert er die Stadt Lircay, bevor er auf den von Südwesten heranfließenden Río Opamayo trifft. Das Einzugsgebiet umfasst etwa 630 km².

## Tailings-Becken-Dammbruch im Jahr 2010
Am 25. Juni 2010 brach gegen 18 Uhr der Damm eines Tailings-Beckens der Mine Unidad Minera Caudalosa Chica westlich von Huachocolpa. In der Folge gelangten 21.420 m³ giftiger und mit Schwermetallen belasteter Schlamm in einen Zufluss des Río Opamayo und verseuchten den abstrom gelegenen Fluss.